# プレイボーイ・カーティ
プレイボーイ・カーティ（英: Playboi Carti、本名: Jordan Terrell Carter、1996年9月13日 - ）は、アメリカ合衆国ジョージア州アトランタ出身のラッパー、歌手、ソングライター、音楽プロデューサー。なお日本語では「プレイボーイ・カルティ」の表記も見られるが、実際の英語の発音では「ル」に相当する音韻は存在しない。
2017年のミックステープ『Playboi Carti』と収録曲「Magnolia」「Woke Up Like This」のヒットで広く知られるようになる。2018年のデビューアルバム『Die Lit』はBillboard 200で3位を記録、リル・ウージー・ヴァートをフィーチャーした収録曲「Shoota」がヒットした。2020年には2作目のアルバム『Whole Lotta Red』をリリースした。

## 来歴
1996年9月13日、プレイボーイ・カーティはジョージア州アトランタに生まれ、フェアバーンで育つ。ラッパーになる前はNBAスターになりたいと思っていたが、コーチとの不和に陥り、バスケットボールのキャリアを諦める。
2011年、幼少期からSir Cartierという名前でラップを始め、その後2013年にプレイボーイ・カーティに改名した。カーティは家族と一緒にニューヨークに引っ越し、フルタイムで音楽を追求しながら麻薬の売人の家に滞在していた。カーティはASAP Mobの創設メンバーであるASAP Bariに出会い、エイサップ・ロッキーと知り合う。
2015年、Da$hとMaxo Kreamをフィーチャーした楽曲「Broke Boi」「Fetti」が注目を集める。翌2016年、A$AP MobのレーベルAWGEおよびInterscope Recordsと契約した。
2017年4月14日、初の商業ミックステープとなる『Playboi Carti』をリリースする。XXLやPitchforkなど批評家から高い評価を受け、Billboard 200では最高12位を記録した。収録曲のうち「Magnolia」とリル・ウージー・ヴァートをフィーチャーした「Woke Up Like This」が特にヒットし、広く知られるようになる。6月13日、XXLのフレッシュマン・クラスの1人に選ばれた。
2018年5月11日、デビューフルアルバム『Die Lit』をリリースし、全米3位を記録する。アルバムからはリル・ウージー・ヴァートをフィーチャーした収録曲「Shoota」がヒットした。その後2年間、彼はオリジナル曲をリリースすることはなく、フィーチャリングゲストでいくつかの曲に参加するなどの活動に留めた。
2020年4月、カーティは2018年以来となる新曲「@ Meh」をリリースする。12月25日、2作目のアルバム『Whole Lotta Red』をリリースした。

## 音楽性

### ラップスタイル
プレイボーイ・カーティのラップは「マンブル・ラップ」に分類される、もごもごとした言葉が聞き取りにくいもので、リリックを伝えるより楽器としてのフロウに特化したスタイルで知られる。Complex誌はカーティのラップスタイルを「フローとキャッチーなフレーズをより重視している」と延べ、ピッチフォークのブリアナ・ヤンガーは「カーティの音楽はリリシズムよりも雰囲気を重視している」と評している。
カーティは「ベイビー・ボイス」というテクニックで知られており、高い音程と不明瞭な発音のフロウを使い独特のグルーヴを生み出す。 ソランジュの「Almeda」、タイラー・ザ・クリエーターの「Earfquake」、Young NudyとPi'erre Bourneの「Pissy Pamper」などの楽曲でこのテクニックを使っている。

### 影響を受けたアーティスト
プレイボーイ・カーティは影響を受けたアーティストとしてGucci Mane、Young Thug、A$AP Rocky、Lil Uzi Vert、Chief Keef、Yung Lean、Lil Wayneなどを挙げている。

## ファッション
プレイボーイ・カーティのファッションスタイルは、彼のパブリックイメージの大きな特徴の一つとなっている。GQはカーティを「ユーススタイルのリーダー」と定義し「A$AP Mobのファッションの艶やかさ、uzi vertのパンクロック的なアティテュード、lil yachtyの遊び心のあるキャンプの間にあるスタイルの中間を表現している」と述べている。
カーティの好きなブランドはラフ・シモンズやバルマンなど。カーティはニューヨークのファッションショーでシモンズと知り合っている。カーティはA$AP Mobの「RAF」に参加しており、この曲はラフ・シモンズのブランドに捧げられたものである。この曲のミュージックビデオでは、カーティ、エイサップ・ロッキー、クエイヴォがラフ・シモンズのレアな服を着ている。
カーティはルイ・ヴィトンやカニエ・ウェストのYeezyシーズン5、VFiles、ドレイクのOVOルックブックなど多数のモデルを務めている。
カーティはナイキのCMに出演し、ヴァージル・アブローとOff-Whiteのランウェイを歩いた。

## 人物

### 交際と家族
2017年、アメリカ人モデルのBlac Chynaと短期間交際している。
2018年、カーティはオーストラリア人ラッパーのイギー・アゼリアと交際を始める。2020年、2人の間に息子Onyx Carterが産まれた。

### 事件
2017年7月、カーティはロサンゼルス国際空港の外で恋人と口論になり、彼女のバックパックを掴んでターミナルの外に引っ張り出し、ドメスティックバイオレンスの容疑で逮捕された。2人に怪我はなく翌日に2万ドルの保釈金で釈放されている。8月には容疑に問われないことが発表された。
2018年2月、ツアー中にスコットランドのグレトナで運転手を殴り、裁判を経て800ポンドの罰金を科された。
2020年4月3日、薬物と銃の容疑で逮捕され、翌日に保釈金で釈放された。

### 健康問題
2018年8月、カーティはTwitterでファンに喘息と診断されたことを報告し、その後吸入器の治療を受けている。

## ディスコグラフィ
主なアルバムとミックステープ
- Playboi Carti (2017年)
- Die Lit (2018年)
- Whole Lotta Red (2020年)
- MUSIC（I AM MUSIC） (2025年)
- MUSIC - SORRY 4 DA WAIT (MUSICのボーナス版）（2025年）